# Bataille de Höchstädt (1704)
Vous lisez un « bon article » labellisé en 2017.
Pour les articles homonymes, voir Bataille de Höchstädt.
Guerre de Succession d'Espagne
Batailles
Campagnes de Flandre et du Rhin
- Landau (1702)
- Friedlingen (1702)
- Kehl (1703)
- Ekeren (1703)
- Höchstädt (1703)
- Spire (1703)
- Schellenberg (Donauworth) (1704)
- Blenheim (1704)
- Landau (1704)
- Vieux-Brisach (1704)
- Eliksem (1705)
- Ramillies (1706)
- Stollhofen (1707)
- Cap Béveziers (1707)
- Cap Lizard (1707)
- Audenarde (1708)
- Wynendaele (1708)
- Lille (1708)
- Gand (1708)
- Malplaquet (1709)
- Douai (1710)
- Bouchain (1711)
- Denain (1712)
- Bouchain (1712)
- Douai (1712)
- Landau (1713)
- Fribourg (1713)

Campagnes d'Italie
- Carpi (1701)
- Chiari (1701)
- Crémone (1702)
- Luzzara (1702)
- Verceil (1704)
- Cassano (1705)
- Nice (1705-1706)
- Calcinato (1706)
- Turin (1706)
- Castiglione (1706)
- Toulon (1707)
- Gaeta (1707)
- Cesana (1708)
- Syracuse (1710)

Campagnes d'Espagne et de Portugal
- Cadix (1702)
- Vigo (navale 1702)
- Cap de la Roque (1703)
- Gibraltar (août 1704)
- Ceuta (1704) (es)
- Málaga (1704)
- Gibraltar (1704-1705)
- Marbella (1705)
- Montjuïc (1705)
- Barcelone (1705)
- Badajoz (1705)
- Barcelone (1706)
- Murcie (1706) (es)
- El Albujón (1706) (es)
- Santa Cruz de Ténérife (1706) (en)
- Almansa (1707)
- Xàtiva (1707)
- Ciudad Rodrigo (1707) (en)
- Lérida (1707)
- Tortosa (1708)
- Minorque (1708)
- Gudiña (1709)
- Almenar (1710)
- Saragosse (1710)
- Brihuega (1710)
- Villaviciosa (1710)
- Barcelone (1713-1714)

Campagnes de Hongrie
- Saint-Gotthard (1703) (en)
- Biskupice (1704) (en)
- Smolenice (1704) (en)
- Koroncó (1704) (en)
- Zsibó (1705) (en)
- Saint-Gotthard (1705) (en)
- Trenčín (1708) (en)

Antilles et Amérique du sud
- Santa Marta (1702)
- Guadeloupe (1703)
- Nassau (1703)
- Colonia del Sacramento (1704)
- Carthagène (1708)
- Rio (1710)
- Carthagène (1711)
- Rio (1711)
- Cassard (1712)

La deuxième bataille de Höchstädt, également appelée bataille de Hochstett ou encore bataille de Blenheim, livrée le 13 août 1704, est un affrontement majeur de la guerre de Succession d'Espagne qui opposait le royaume de France et l'Électorat de Bavière à la Grande Alliance rassemblant l'Angleterre, les Provinces-Unies, le Portugal et le Saint-Empire. Elle a été livrée sur un front d’un peu plus de 6 kilomètres en Bavière, de Höchstädt an der Donau à Blenheim.
Louis XIV, cherchant à évincer l'empereur Léopold Ier du conflit, tente de s'emparer de Vienne, capitale du Saint Empire germanique des Habsbourg, pour obtenir un règlement de paix favorable. La menace contre Vienne est sérieuse : l'électeur de Bavière et les forces du maréchal de Marsin en Bavière convergent depuis l'ouest tandis que l'armée du duc de Vendôme, déployée dans le Nord de l'Italie, fait peser un autre sérieux danger en menaçant d'une offensive par le col du Brenner. Vienne est également menacée à l'est par l'insurrection hongroise déclenchée par Rákóczi. Réalisant la gravité de la situation, le duc de Marlborough se résout à faire marcher ses forces au sud de Bedburg (Bas-Rhin westphalien) pour conserver l'empereur Léopold au sein de la Grande Alliance.
Une heureuse combinaison de feintes et de magistrale conduite des opérations — destinée à masquer ses objectifs, tant à ses alliés qu'à ses adversaires — permet à Marlborough de parcourir discrètement quelque 400 kilomètres depuis les Pays-Bas jusqu'au Danube en cinq semaines. Après avoir pris Donauworth sur le Danube, le duc anglais cherche à engager les armées de l'électeur et de Marsin avant que le maréchal de Tallard ne puisse amener des renforts depuis la Forêt-Noire. Cependant, le commandement franco-bavarois refusant le combat avant de s'être assuré la supériorité numérique, Marlborough adopte une politique de la terre brûlée en Bavière, visant à forcer la main à ses adversaires. Sa tactique échoue, mais quand Tallard arrive pour renforcer l'armée de l'électeur et que de son côté le prince Eugène survient avec des renforts pour les Alliés, les deux armées se rencontrent sur les rives du Danube, dans et autour du petit village de Blenheim.
Avant la bataille, le duc de Marlborough et le prince Eugène décident d'attaquer chacun un flanc de l'armée française menée par le maréchal de Tallard. Le duc doit attaquer l'aile droite française sous le commandement direct de Tallard, alors que le prince doit attaquer l'aile gauche sous les ordres de Marsin et de l'électeur de Bavière. Pendant la bataille, le lieutenant général de Clérambault commet une grande erreur en ordonnant aux soldats sous ses ordres de se replier dans le village de Blenheim, ce qui permet à Marlborough de contenir 10 000 hommes avec seulement 5 000 hommes. De son côté, le prince Eugène ordonne plusieurs charges de cavalerie pour empêcher l'aile gauche française de porter secours au corps d'armée principal attaqué par les forces de Marlborough, supérieures en nombre. Ces dernières percent le centre ennemi, ce qui oblige les Français à se retrancher près du village de Blenheim, puis capturent le maréchal de Tallard. Quant au prince Eugène, après plusieurs charges, il parvient lui aussi à déborder les forces adverses. Au terme de la bataille, qui se termine à la nuit tombante, les pertes françaises sont sévères : plus de 30 000 tués, blessés, disparus et prisonniers contre environ 12 000 pour leurs adversaires.
Blenheim entre dans l'histoire comme un des tournants de la guerre de Succession d'Espagne : l'écrasante victoire alliée met Vienne à l'abri de l'armée franco-bavaroise et empêche ainsi l'effondrement de l'Alliance. La Bavière est par ailleurs éliminée de la guerre, privant Louis XIV de tout espoir d'une victoire rapide. Le commandant en chef de l'armée française, le maréchal de Tallard, capturé, est emmené en Angleterre. Quand la campagne de 1704 prend fin, les Alliés ont pris Landau, et les villes de Trèves et Trarbach sur la Moselle en prévision d'une éventuelle campagne en France même.

## Contexte militaire et politique
En 1704, la guerre de Succession d'Espagne en est à sa quatrième année. L'année 1703 a été une réussite pour la France et ses alliés, et plus particulièrement sur le Danube, où le maréchal de Villars et Maximilien-Emmanuel de Bavière ont créé une menace directe sur Vienne, la capitale des Habsbourg. La capitale autrichienne n'a dû son salut qu'à des dissensions entre les deux commandants, conduisant au remplacement du brillant Villars par le moins dynamique maréchal Marsin. Néanmoins, en 1704, la menace est toujours réelle : l'insurrection hongroise menée par Rákóczi menace déjà les marches orientales de l'Empire, et les forces du duc de Vendôme font peser celle d'une invasion depuis le Nord de l'Italie. Aux cours de Versailles et de Madrid, la chute de Vienne est anticipée avec confiance, un événement qui aurait immanquablement mené à l'effondrement de la Grande Alliance.
Pour prévenir toute intervention des Alliés sur le Danube, les 46 000 hommes du maréchal de Villeroy espèrent arrêter les 70 000 soldats hollandais et anglais du côté de Maastricht dans les Pays-Bas, tandis que le général de Coigny protège l'Alsace contre toute surprise avec un autre corps. Les seules forces immédiatement disponibles pour la défense de Vienne sont constituées par les 36 000 hommes du prince Louis de Bade stationnées sur les lignes de Stollhofen pour observer le maréchal de Tallard à Strasbourg ; une force de 10 000 hommes sous les ordres du maréchal de camp comte Othon de Limburg-Styrum est postée en observation à Ulm.

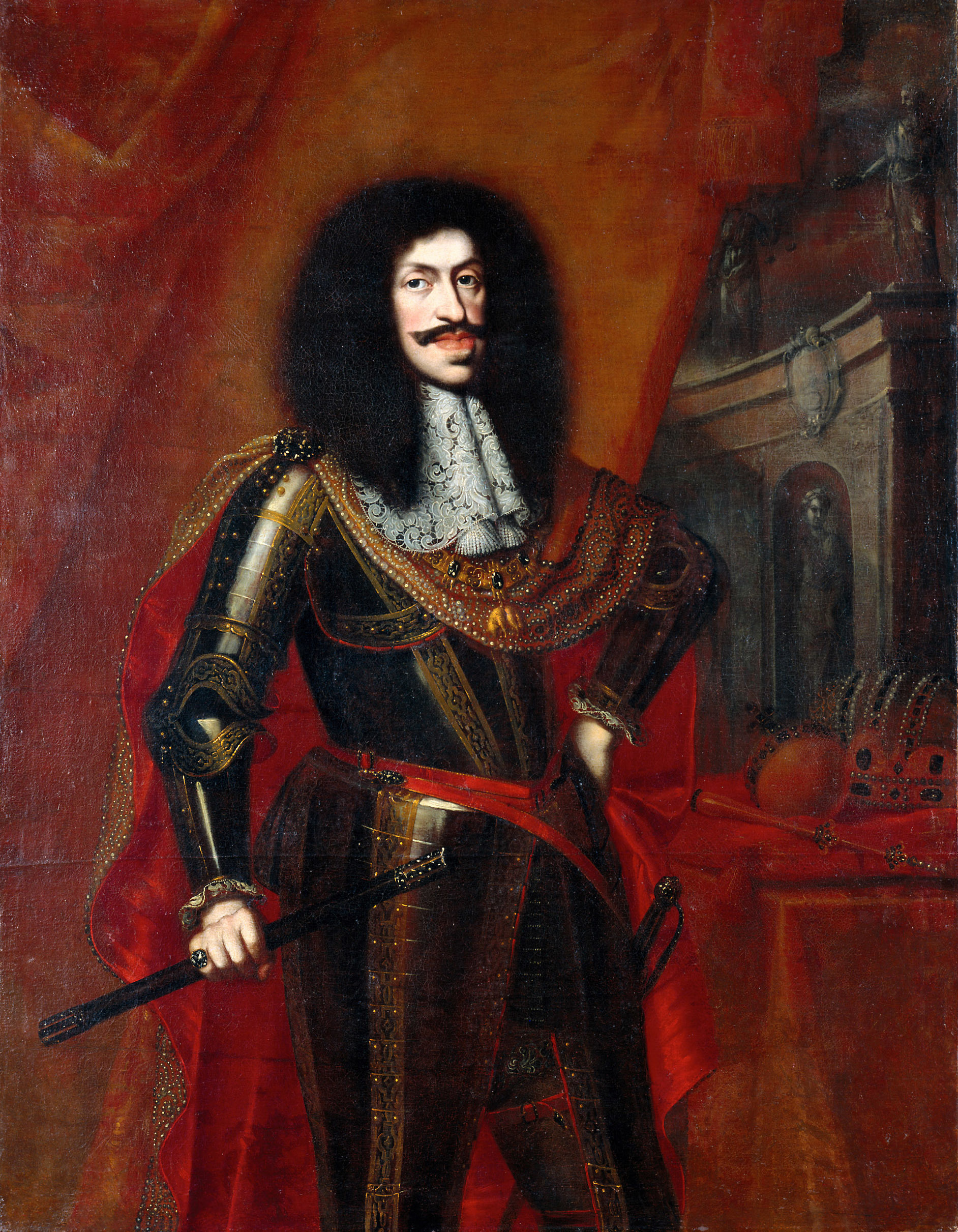
Leopold Ier, empereur du Saint-Empire.
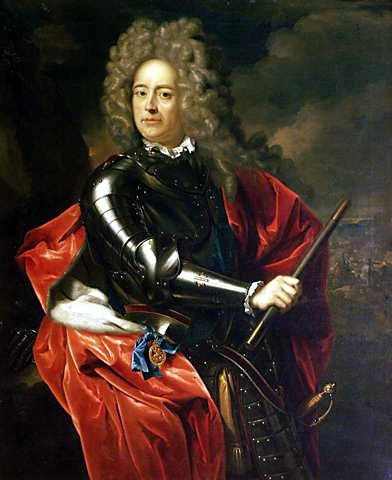
Le duc de Marlborough.
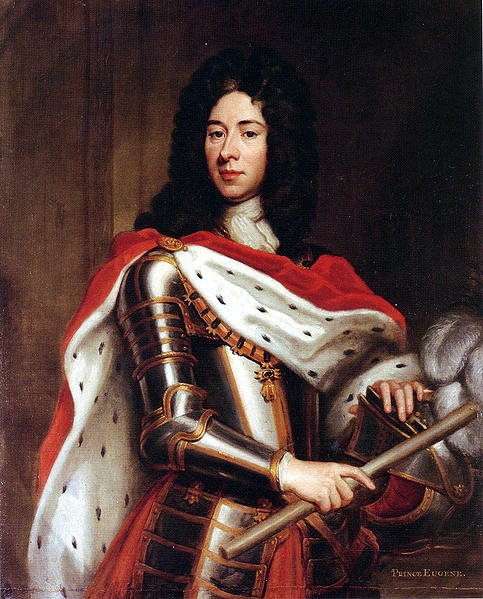
Le prince Eugène de Savoie.
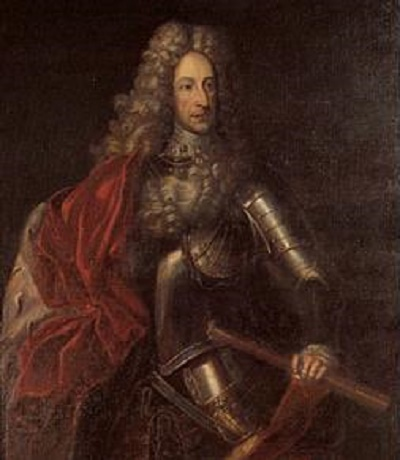
Louis-Guillaume, margrave de Bade-Bade.

Tant l'ambassadeur du Saint-Empire à Londres, le comte Wratislaw, que le duc de Marlborough réalisent les implications de la situation sur le Danube. Les Hollandais, cependant, qui comptent désespérément sur leurs troupes pour la protection de leur pays, restent opposés à toute aventure militaire aussi lointaine vers le sud que dans la direction du Danube et n'auraient dès lors jamais volontairement permis un affaiblissement majeur de leurs forces dans les Pays-Bas espagnols. Marlborough, réalisant qu'il n'y aurait d'autre recours que celui du secret et de la ruse pour forcer la main des Hollandais, trompe ses alliés en prétendant vouloir simplement déplacer ses troupes vers la Moselle — manœuvre approuvée par La Haye — mais une fois-là, il s'empresse de faire sa jonction avec les forces autrichiennes dans le Sud de l'Allemagne.

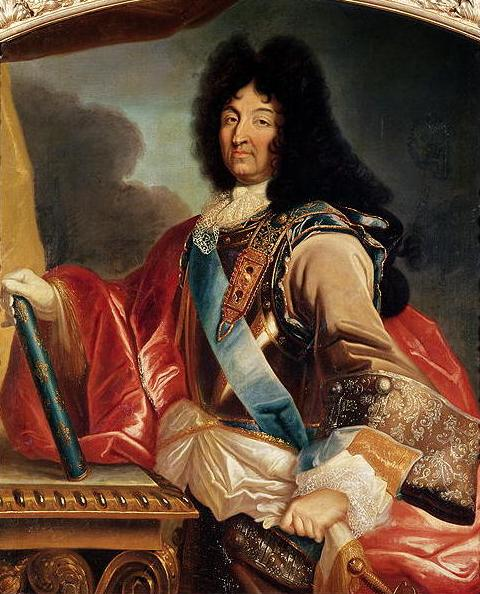
Le roi Louis XIV.
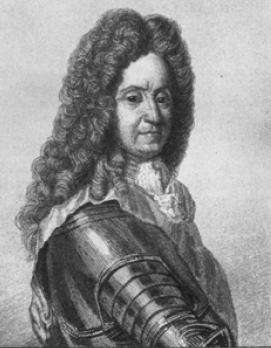
Le maréchal de Tallard.
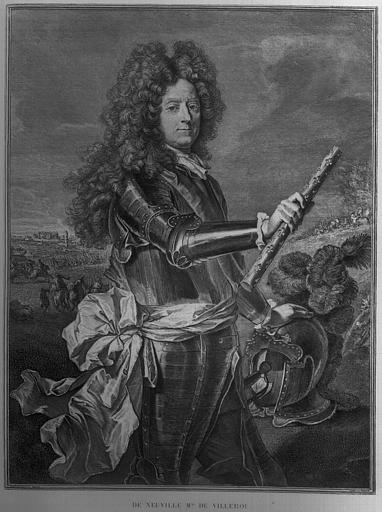
François de Neufville de Villeroy.
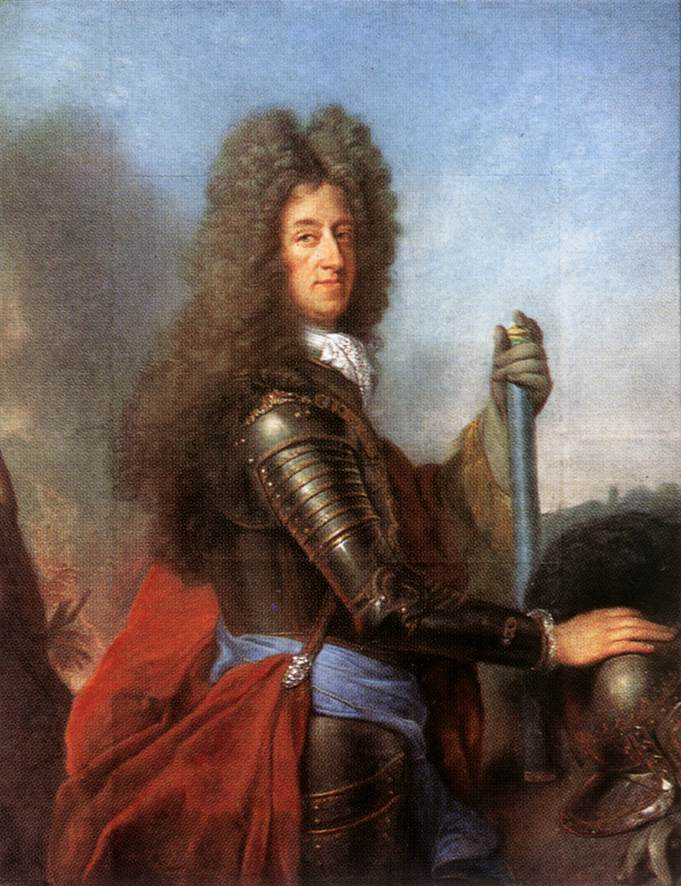
Maximilien-Emmanuel de Bavière.

## Préliminaires à la bataille

### La marche des belligérants vers le Danube
« Une chenille écarlate, sur laquelle tous les yeux étaient fixés, se mit à ramper sans relâche de jour en jour à travers la carte de l'Europe, amenant la guerre totale avec elle. »

— Winston Churchill.

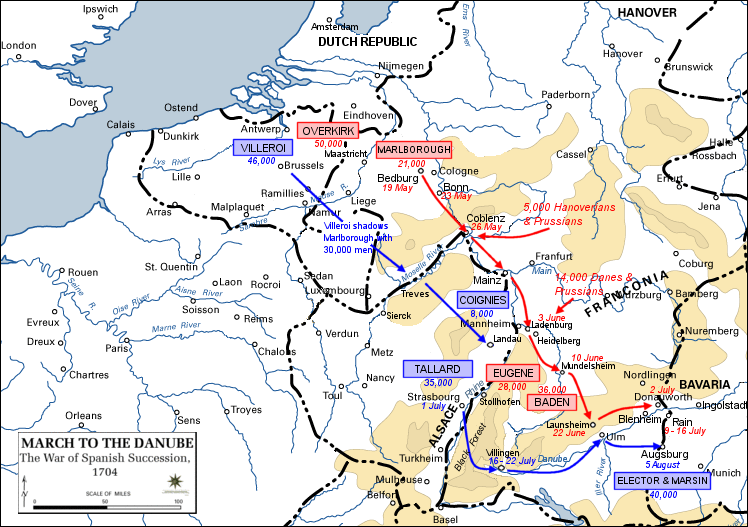
La progression du duc de Marlborough depuis Bedburg, près de Cologne, jusqu'au Danube. Sa marche de 400 kilomètres pour empêcher Vienne de tomber entre les mains ennemies est un chef-d'œuvre de dissimulation, de planification méticuleuse et d'organisation.

La marche de Marlborough débute le 19 mai près de Bedburg, à vingt kilomètres au nord-ouest de Cologne. Son armée, rassemblée par son frère le général Charles Churchill, compte 66 escadrons de cavalerie, 31 bataillons d'infanterie et 38 pièces d'artillerie et mortiers, totalisant 21 000 combattants — 16 000 d'entre eux étant anglais,. Cette force voit grossir ses rangs en chemin, tant et si bien que le duc atteint finalement le Danube avec quelque 40 000 hommes (47 bataillons et 88 escadrons). Cependant que Marlborough menait son armée, Lord Overkirk maintenait une position défensive dans les Provinces-Unies pour le cas où Villeroy passerait à l'offensive. Le duc a assuré aux Hollandais qu'il serait promptement de retour si les Français lançaient une attaque mais il a spéculé que s'il marchait vers le sud, son adversaire se lancerait à sa poursuite. Marlborough a vu juste : Villeroy l'a poursuivi avec 30 000 hommes répartis en 60 escadrons et 42 bataillons,.
Les dangers militaires d'une telle entreprise sont nombreux, les lignes de communication de Marlborough le long du Rhin étant dangereusement exposées à des actions françaises avec les généraux de Louis XIV contrôlant la rive gauche du fleuve et ses approches centrales. Une telle marche entraînerait par ailleurs immanquablement d'importantes pertes en hommes et en chevaux du fait de l'épuisement et de la maladie. Toutefois, Marlborough est convaincu de l'urgence : « J'ai bien conscience que je prends beaucoup sur moi mais agirais-je autrement, que l'Empire serait perdu […] » écrit-il à Godolphin.
Alors que les préparatifs des Alliés vont bon train, les Français cherchent à soutenir et à ré-approvisionner le maréchal de Marsin. Il a opéré avec l'électeur de Bavière contre le commandant impérial, le prince Louis de Bade, et se retrouve quelque peu isolé de la France, ses lignes de communication passant au travers des passes rocheuses de la Forêt-Noire. Néanmoins, le 14 mai, avec une grande maîtrise, le maréchal de Tallard réussit à amener 10 000 hommes en renforts et d'importantes quantités de provisions et de munitions à travers ce terrain difficile, manœuvrant habilement le baron de Thüngen, le général impérial qui cherche à bloquer sa marche. Tallard revient avec ses forces sur le Rhin, trompant une fois encore les efforts de Thüngen pour l'intercepter, toute l'opération constituant un brillant succès militaire,.
Le 26 mai, Marlborough atteint Coblence, où la Moselle se réunit au Rhin. S'il suppute une attaque le long de la Moselle, le duc doit maintenant marcher vers l'ouest, mais, tout au contraire, son armée passe le lendemain sur la rive droite du Rhin, s'arrêtant un moment pour attendre 5 000 Hanovriens et Prussiens. « Il n'y aura pas campagne sur la Moselle, les Anglais se sont tous portés en Allemagne » écrit Villeroy, qui a pris une position défensive sur le Rhin. Une seconde option menace maintenant les Français : une incursion des Alliés en Alsace et une attaque contre la ville de Strasbourg. Marlborough entretient habilement cette appréhension en faisant construire des ponts sur le Rhin à Philippsburg, une ruse qui non seulement encourage erronément Villeroy à venir en aide à Tallard dans la défense de l'Alsace, mais qui de ce fait paralyse le plan français du mois de mars contre Vienne du fait de l'incertitude.
Avec Villeroy talonnant Marlborough au plus près, les craintes hollandaises d'une attaque française immédiate contre leurs positions affaiblies dans les Pays-Bas s'avèrent donc infondées. Dans tous les cas, Marlborough a promis de revenir aux Pays-Bas si une attaque française y survient, en transférant ses troupes sur le Rhin par barges au rythme d'étapes quotidiennes de cent trente kilomètres. Encouragés par ce sentiment de sécurité, les États généraux des Provinces-Unies acceptent promptement de libérer le contingent danois de 7 bataillons et 22 escadrons pour renforcer Marlborough. Le duc atteint Ladenburg, dans la plaine du Neckar et du Rhin, sans encombre et s'arrête pendant trois jours pour permettre à sa cavalerie de se reposer et laisser l'infanterie et les canons la rejoindre. Le 6 juin, il arrive à Wiesloch, au sud de Heidelberg et dès le lendemain, l'armée alliée s'éloigne du Rhin vers les collines du Jura souabe et le Danube au-delà : la destination ultime de Marlborough est donc enfin établie sans plus de doute.

### Les choix stratégiques
Le 10 juin 1704, le duc rencontre pour la première fois le président du Conseil de la guerre impérial, le prince Eugène de Savoie — en compagnie du comte Wratislaw — dans le village de Mundelsheim, à mi-chemin entre le Danube et le Rhin. Le 13 juin, le commandant en chef impérial, le prince Louis de Bade, les rejoint à Großheppach. Les trois généraux sont désormais à la tête d'une force de près de 110 000 hommes. Lors de la conférence, il est décidé qu'Eugène de Savoie reviendrait avec 28 000 hommes sur les lignes de Stollhofen près du Rhin pour garder un œil sur Villeroy et Tallard et les empêcher de venir à l'aide de l'armée franco-bavaroise sur le Danube. Pendant ce temps, Marlborough et les forces du margrave de Bade se réuniraient en une masse de 80 000 hommes pour marcher sur le Danube et débusquer l'électeur de Bavière et Marsin avant qu'ils ne puissent être renforcés.
Connaissant désormais les intentions de Marlborough, Tallard et Villeroy se réunissent à Landau en Alsace le 13 juin 1704 afin de dresser rapidement un plan d'action pour sauver la Bavière, mais la rigidité du système de commandement français est telle que tout changement au plan initial doit être sanctionné par Versailles,. L'approbation de Louis XIV parvient le 27 juin : Tallard doit renforcer Marsin et l'électeur sur le Danube via la Forêt-Noire, avec 40 bataillons et 50 escadrons ; Villeroy doit cerner les Alliés défendant les lignes de Stollhofen, ou, si les Alliés poussaient toutes leurs forces vers le Danube, rejoindre le maréchal de Tallard et le général de Coigny (Robert et son fils François), avec ses 8 000 hommes, pour protéger l'Alsace. Le 1er juillet, Tallard, à la tête de ses 35 000 hommes, retraverse le Rhin à Kehl.
Entre-temps, le 22 juin, les forces de Marlborough font leur liaison avec les forces impériales du margrave de Bade à Launsheim. Une distance de 400 kilomètres a ainsi été couverte en cinq semaines. Grâce à une parfaite planification logistique, les effets de la fatigue ont été réduits au minimum. Un capitaine anglais a décrit en ces termes la discipline de marche : « Comme nous marchions à travers le pays de nos alliés, des commissaires avaient été nommés pour nous fournir toutes sortes de choses nécessaires pour l'homme et le cheval […] les soldats n'eurent rien d'autre à faire que de planter leurs tentes, faire bouillir la marmite et se coucher pour se reposer ». En réponse aux manœuvres de Marlborough, l'électeur et le maréchal de Marsin, conscients de leur infériorité numérique avec leurs 40 000 hommes, déplacent leurs forces vers le camp retranché de Dillingen sur la rive nord du Danube où Marlborough ne peut les attaquer faute de pièces de siège — il a été dans l'incapacité d'en amener des Pays-Bas, et le margrave de Bade n'en fournit aucune en dépit des assurances données.

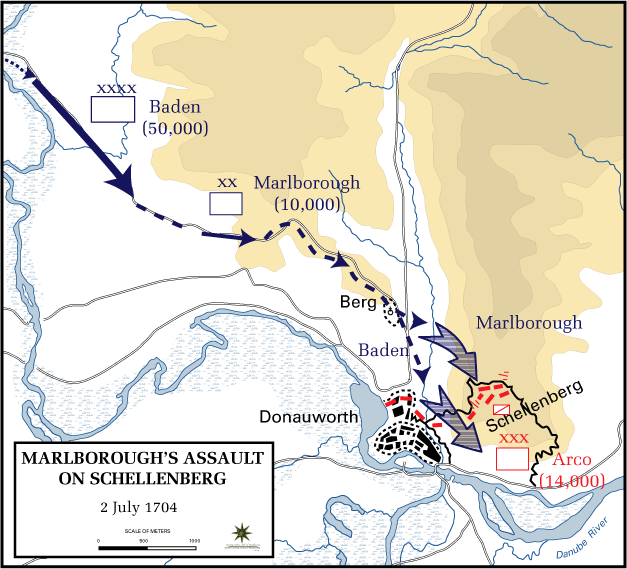
L'assaut contre Schellenberg pris par coup de main le 2 juillet 1704- donne aux Alliés un excellent gué pour le franchissement du Danube.

Les Alliés, néanmoins, ont besoin d'une base arrière pour leurs approvisionnements et d'un gué pour le franchissement du Danube. Le 2 juillet, Marlborough s'empare donc incontinent de l'importante place de Schellenberg sur les hauteurs de la ville de Donauworth. Le comte Jean d'Arco a été dépêché avec 12 000 hommes depuis le camp retranché franco-bavarois pour tenir la ville et la colline herbeuse, mais après une bataille féroce et sanglante, faisant de nombreuses victimes des deux côtés, Schellenberg finalement tombe, obligeant Donauworth à se rendre peu de temps après. L'électeur, conscient que sa position à Dillingen est intenable, prend dès lors position derrière les puissantes fortifications d'Augsbourg.
La marche de Tallard a par ailleurs posé un dilemme à Eugène de Savoie. Si les Alliés ne veulent pas être mis en infériorité numérique sur le Danube, Eugène se rend compte qu'il doit soit essayer d'intercepter Tallard avant qu'il ait pu atteindre le fleuve soit se hâter de rejoindre Marlborough. Cependant, s'il se retire du Rhin pour se porter vers le Danube, Villeroy pourrait aussi faire mouvement vers le sud jusqu'à se relier avec l'électeur et de Marsin. Le prince opte pour le compromis : laissant 12 000 hommes à la garde des lignes de Stollhofen, il se met en marche avec le reste de son armée pour intercepter Tallard.
Manquant d'effectifs, Eugène de Savoie ne peut sérieusement retarder la progression de Tallard, cependant celle-ci s'est révélée désespérément lente. Les forces de Tallard ont souffert beaucoup plus que les troupes de Marlborough pendant leur marche — beaucoup des chevaux de la cavalerie sont fourbus — et les cols se révèlent difficiles pour les 2 000 wagons de vivres. Les paysans allemands, exaspérés par les pillages français, aggravent encore les soucis de Tallard, amenant Merode-Westerloo à déplorer que « les paysans en colère tuèrent plusieurs milliers de nos hommes avant que l'armée n'ait traversé la Forêt-Noire ». En outre, Tallard s'est entêté à assiéger la petite ville de Dillingen pendant six jours (16-22 juillet) pour abandonner l'entreprise en s'apercevant de l'approche du prince Eugène.
À Augsbourg, l'électeur a été informé dès le 14 juillet de l'approche de Tallard à travers la Forêt-Noire. Ces bonnes nouvelles confortent sa politique d'inaction dans l'attente des renforts. Mais cette réticence à combattre conduit Marlborough à entreprendre une politique controversée de terre brûlée en Bavière, incendiant bâtiments et cultures à travers les riches terres au sud du Danube avec deux objectifs : d'une part faire pression sur l'électeur pour l'amener à se battre ou à capituler avant l'arrivée des renforts amenés par Tallard ; d'autre part, empêcher les Franco-bavarois d'utiliser la Bavière comme base à partir de laquelle leurs armées pourraient attaquer Vienne ou poursuivre le duc en Franconie si, pour quelque raison, il doit se retirer en direction du nord. Stratégiquement, le duc a été en mesure de placer ses forces, numériquement plus fortes, entre l'armée franco-bavaroise et Vienne.

### Les positions à la veille de la bataille

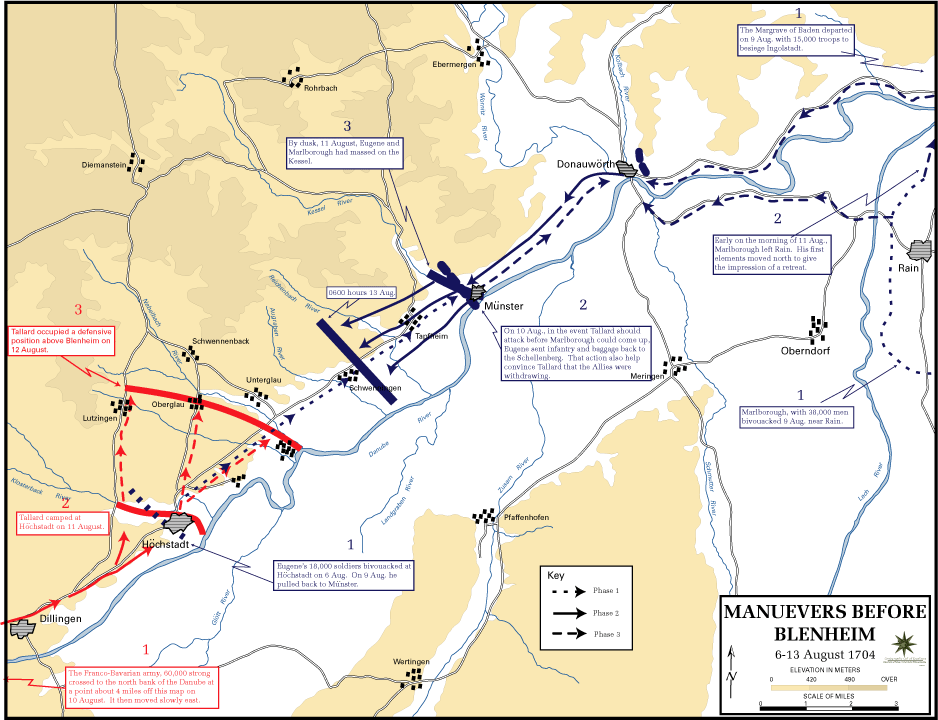
Les ultimes manœuvres du 9 au 13 août 1704- avant la bataille.

Le maréchal de Tallard, avec 34 000 hommes, atteint Ulm, faisant sa jonction avec de Marsin et l'électeur de Bavière à Augsbourg le 5 août, n'appréciant guère de constater que ce dernier a dispersé ses forces en réponse à la campagne de dévastations de Marlborough,. Ce même jour, le prince Eugène atteint de son côté Höchstädt, rejoignant le soir Marlborough à Schrobenhausen. Le duc sait qu'il est nécessaire de s'assurer un autre point de passage sur le Danube si Donauworth vient à tomber entre les mains de l'ennemi. Le 7 août donc, un premier contingent de troupes impériales du margrave de Bade, fort de 15 000 hommes (le reste suit deux jours plus tard), quitte le gros de l'armée de Marlborough pour assiéger la ville fortement défendue d'Ingolstadt, 30 km plus bas sur le Danube,.
Avec les forces d'Eugène à Höchstädt sur la rive nord du Danube et celles de Marlborough à Rain sur la rive sud, Tallard et l'électeur discutent de leur prochain mouvement. Tallard préfère attendre son heure en reconstituant ses approvisionnements et en amenant la campagne de Marlborough sur le Danube à s'éterniser pendant les semaines les plus froides de l'automne mais l'électeur et de Marsin, maintenant renforcés, tiennent toutefois à aller de l'avant. Les commandants français et bavarois se mettent d'accord sur un plan et décident d'attaquer le contingent plus faible d'Eugène. Le 9 août, les forces franco-bavaroises commencent à passer sur la rive nord du Danube.
Le 10 août, Eugène envoie une estafette en urgence annonçant qu'il recule sur Donauworth : « l'ennemi s'est mis en marche. Il est presque certain que toute l'armée traverse le Danube à Lauingen […] La plaine de Dillingen est encombrée de troupes […] Tout, Milord, est affaire de vitesse et de vous mettre immédiatement en mouvement pour me rejoindre, sans quoi je crains qu'il ne soit trop tard. » Par une série de marches brillantes, Marlborough concentre ses forces sur Donauworth et, à midi le 11 août, la jonction est réalisée.
Dans la journée du 11, Tallard pousse en avant depuis les gués de Dillingen ; le 12, les forces franco-bavaroises campent derrière la petite rivière Nebel près du village de Blenheim dans la plaine de Höchstädt. Le même jour, Marlborough et Eugène observent les positions françaises depuis la flèche de l'église à Tapfheim, et portent leurs forces combinées vers Münster à huit kilomètres du camp français. Une reconnaissance française sous les ordres du marquis de Silly s'avance pour sonder l'ennemi, mais est repoussée par les troupes alliées qui ont été déployées pour couvrir les pionniers travaillant à rendre franchissables les nombreux cours d'eau de la région et à améliorer le passage menant vers l'ouest en direction de Höchstädt. Marlborough avance rapidement deux brigades sous le commandement du général Wilkes et du brigadier Rowe pour sécuriser l'étroite bande de terre entre le Danube et la colline boisée du Fuchsberg, près du défilé de Schwenningen.
L'armée franco-bavaroise aligne maintenant 56 000 hommes et 90 canons, l'armée de la Grande Alliance, 52 000 hommes et 66 canons. Certains officiers alliés, conscients de la supériorité numérique de l'ennemi et de la solidité de ses positions défensives, se risquent à en remontrer à Marlborough sur les dangers d'attaquer mais le duc est résolu : « Je sais le danger, mais une bataille est absolument nécessaire, et je compte sur la bravoure et la discipline des troupes, qui compenseront nos déficiences ». Marlborough et Eugène sont décidés à tout risquer et conviennent d'attaquer dès le lendemain.

## La bataille

### Le champ de bataille

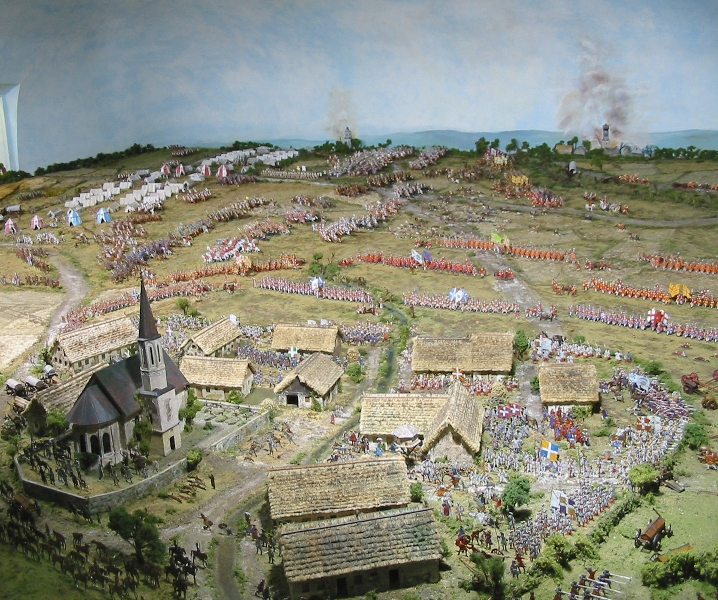
Diorama de la bataille conservé au musée d'Höchstädt an der Donau en Allemagne. Au centre, la percée de la cavalerie alliée, repoussant les escadrons de Tallard. À l'avant-plan les furieux combats pour et autour de Blenheim.

Le champ de bataille s'étend sur plus de 6 kilomètres (4 miles). L'extrême droite de l'armée franco-bavaroise est couverte par le Danube ; à l'extrême gauche s'étendent les collines ondoyantes et couvertes de pins du Jura souabe. Un petit cours d'eau, guéable par intermittence, le Nebel, dont les deux berges sont constituées d'un sol meuble et marécageux, coule devant les lignes françaises. La droite française s'appuie sur le village de Blenheim — aujourd’hui Blindheim — près de la confluence du Nebel avec le Danube ; le village même est entouré de haies, clôtures, jardins clos de murs et prairies. Entre Blenheim et le village voisin d'Oberglauheim, les champs de céréales ont été fauchés courts, offrant donc un terrain favorable au déploiement des troupes. Entre Oberglauheim et le proche village de Lutzingen, le terrain coupé de fossés et encombré de taillis et de ronces n'est guère favorable à l'assaillant.

### Manœuvres initiales

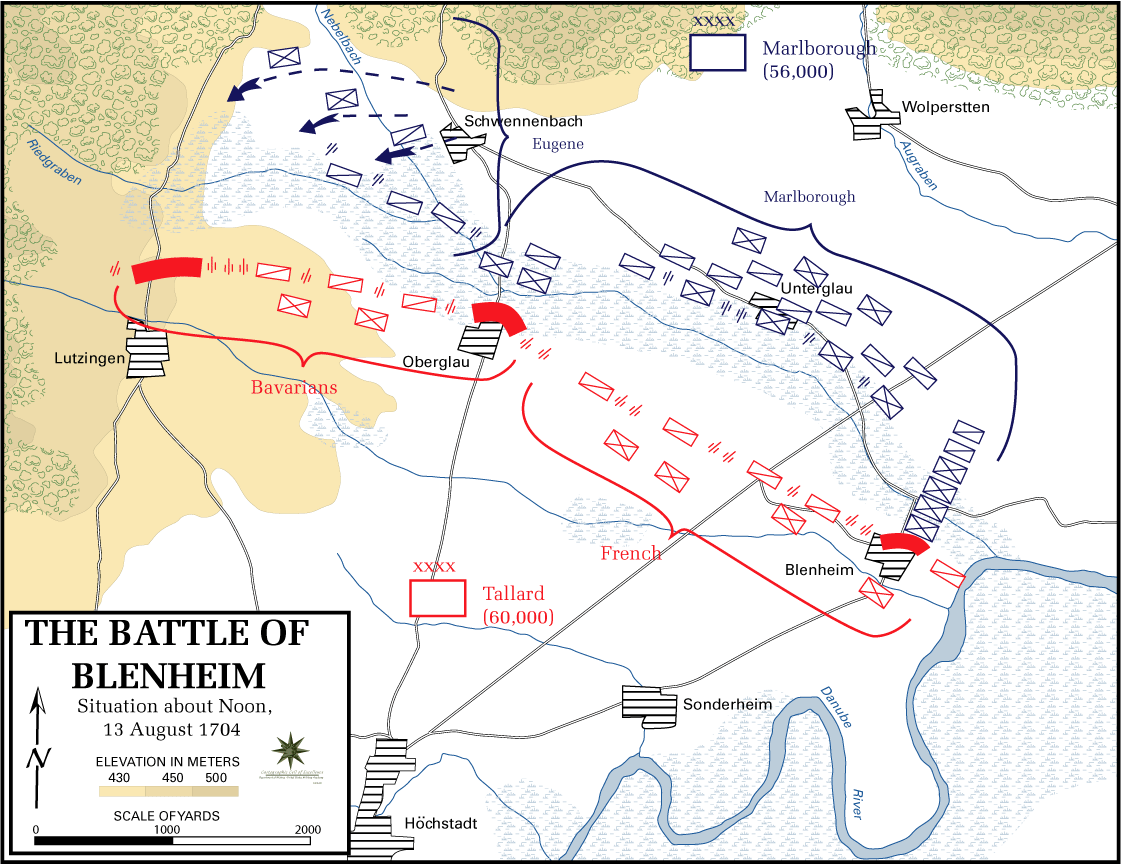
Positions des forces en présence à midi, le 13 août 1704-. Marlborough a pris la tête de l'aile gauche alliée et de l'attaque contre Blenheim et Oberglauheim, le prince Eugène, celui de l'aile droite et de l'assaut sur Lutzingen.

À 2 h le 13 août, 40 escadrons alliés sont envoyés en avant vers l'ennemi, suivis à 3 h par la force principale alliée progressant en huit colonnes vers Kessel. Vers 6 h, ils atteignent Schwenningen, à trois kilomètres de Blenheim. Les troupes britanniques et allemandes qui ont tenu Schwenningen pendant la nuit se joignent à la marche, formant une neuvième colonne sur la gauche de l'armée. Marlborough et Eugène arrêtent alors leur plan définitif. Les commandants alliés conviennent que Marlborough prendrait le commandement de 36 000 hommes et attaquerait les 33 000 hommes de Tallard sur la gauche, s'assurant de la capture du village de Blenheim, tandis qu'Eugène, à la tête de 16 000 hommes, attaquerait les forces combinées de Marsin et de l'électeur — 23 000 hommes — sur l'aile droite. Si cette action est menée durement, Marsin et l'électeur n'auraient ainsi pas de troupes à envoyer à l'aide de Tallard sur leur droite. Le lieutenant-général John Cutts attaquerait Blenheim, de concert avec Eugène. Avec les flancs français occupés, Marlborough pourrait traverser le Nebel et porter le coup fatal aux Français contre leur centre. Toutefois, Marlborough devrait attendre qu'Eugène soit en place avant que l'engagement général ne puisse commencer.
La dernière chose à laquelle s'attend Tallard ce matin-là est d'être attaqué par les Alliés : trompés par les renseignements recueillis des prisonniers pris la veille par Silly et assurés de leur forte position naturelle, Tallard et ses collègues sont en effet convaincus que Marlborough et Eugène sont sur le point de battre en retraite vers le nord-est dans la direction de Nördlingen,. Tallard expédie d'ailleurs un rapport dans ce sens au roi, ce matin-là, mais à peine a-t-il envoyé son courrier que l'armée alliée se présente en face de son camp. « Je pouvais voir l'ennemi avançant toujours plus près en neuf grandes colonnes, emplissant toute la plaine du Danube à la forêt à l'horizon » écrit Merode-Westerloo. Des coups de canon sont tirés pour rappeler les partis de fourrageurs et les piquets tandis que les troupes françaises et bavaroises se déploient en ordre de bataille pour faire face à cette menace inattendue.
Vers 8 h, l'artillerie française de l'aile droite ouvre le feu, provoquant la riposte des batteries du colonel Blood. La canonnade est entendue par le margrave de Bade dans son camp devant Ingolstadt ; « Le Prince et le Duc sont engagés aujourd'hui à l'ouest […] Le ciel les bénisse », écrit-il à l'Empereur. Une heure plus tard, Tallard, l'électeur et Marsin grimpent au sommet du clocher de Blenheim pour arrêter leurs plans. Les deux derniers conviennent qu'ils tiendraient le front depuis les collines jusqu'à Oberglauheim, tandis que Tallard défendrait le terrain entre Oberglauheim et le Danube. Les commandants français sont toutefois divisés sur la façon d'utiliser le Nebel : l'opinion de Tallard — contestée par ses interlocuteurs qui pensent plus avisé de porter leur infanterie jusqu'à la rivière — est d'attirer les alliés sur la rive « française » avant de lancer la cavalerie sur eux, provoquant la panique et la confusion, tandis que, l'ennemi se débattant dans les marais, il serait pris entre les feux croisés venant de Blenheim et Oberglauheim. Le plan est bon, si toutes ses parties sont mises correctement en œuvre, mais il permet à Marlborough de franchir le Nebel sans interférence majeure et de le laisser mener la bataille qu'il a précisément en tête.

### Déploiements des forces en présence

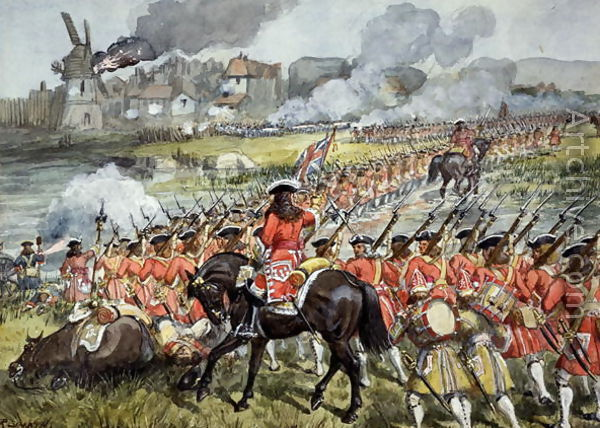
Le Regiment of Foot anglais à Blenheim.

Les commandants franco-bavarois déploient alors leurs forces. Dans le village de Lutzingen, le marquis de Maffei place cinq bataillons bavarois avec une grande batterie de 16 canons à la lisière du village. Dans les bois à la gauche de Lutzingen, sept bataillons français sous les ordres du marquis de Rozel se mettent en place. Entre Lutzingen et Oberglauheim, l'électeur aligne 27 escadrons de cavalerie — 14 escadrons de Bavière aux ordres du comte d'Arco et 13 autres en soutien sous le commandement du comte Wolframsdorf à proximité. À leur droite se tient Marsin avec 40 escadrons français et 12 bataillons. Le village de Oberglauheim est occupé par 14 bataillons commandés par le marquis de Blainville, y compris l'efficace Brigade irlandaise connue sous le nom de « Wild Geese » (« Oies Sauvages »). Six batteries de canons sont rangées aux abords du village. Sur la droite de ces positions françaises et bavaroises, entre Oberglauheim et Blenheim, Tallard déploie 64 escadrons français et wallons (16 prélevés sur les forces de Marsin) soutenus par neuf bataillons français alignés près de la route d'Höchstädt. Dans le champ de blé près de Blenheim se tiennent trois bataillons du régiment du Roi ; neuf bataillons occupent le village même, commandés par le lieutenant général de Clérambault (fils du maréchal Philippe). Quatre bataillons se tiennent à l'arrière et 11 autres sont gardés en réserve. Ces bataillons sont soutenus par les douze escadrons de dragons démontés d'Hautefeuille. À 11 h, Tallard, l'électeur et Marsin sont en place. Beaucoup de généraux alliés hésitent à attaquer une telle position relativement forte. Lord Orkney avoue plus tard : « Si j'avais été invité à donner mon avis, j'aurais été contre ».
Côté allié, le prince Eugène doit être en position à 11 h, mais en raison de la difficulté du terrain et des tirs ennemis, la progression a été lente. La colonne de Lord Cutts — qui, à 10 h, a expulsé l'ennemi de deux moulins à eau sur la Nebel — s'est déjà déployée par le cours d'eau contre Blenheim, subissant pendant les trois heures suivantes le violent feu d'une batterie de six canons lourds postée près du village. Le reste de l'armée de Marlborough, alignée sur la contre-pente de la berge, est également contrainte de supporter la canonnade de l'artillerie française, subissant 2 000 pertes avant même que l'attaque ne commence. Entre-temps, les pontonniers ont réparé un pont de pierre traversant le Nebel, et construit cinq ponts et passages supplémentaires à travers les marais entre Blenheim et Oberglauheim. L'anxiété de Marlborough est finalement dissipée lorsque, juste après midi, le colonel Cadogan indique que l'infanterie prussienne et danoise d'Eugène sont en place : l'ordre pour l'avance générale est alors donné. À 13 h, Lord Cutts ordonne d'attaquer le village de Blenheim tandis que le prince Eugène est prié de faire donner l'assaut contre Lutzingen sur la droite des Alliés.

### Blenheim
Cutts ordonne à la brigade du brigadier-général Archibald Rowe d'attaquer. L'infanterie britannique surgit de la berge du Nebel, et silencieusement marche vers Blenheim, sur une distance de quelque 130 mètres. La brigade de John Ferguson appuie la gauche de Rowe, marchant en ordre parfait contre les barricades établies entre le village et la rivière et défendues par les dragons d'Hautefeuille. Comme la distance s'est réduite à quelque 25 mètres, les Français délivrent une volée de mousqueterie mortelle. Rowe a ordonné qu'il n'y ait pas de tir de ses hommes avant qu'il n'ait frappé les palissades de son épée, mais comme il s'avance pour donner le signal, il tombe mortellement blessé. Les survivants des compagnies de têtes serrent les rangs clairsemés et se précipitent vers l'avant. De petits groupes pénétrent les défenses, mais les salves répétées des Français les forcent à reculer vers le Nebel avec de lourdes pertes. Comme l'attaque flanche, huit escadrons d'élite de la gendarmerie de France, commandée par le vétéran suisse Béat Jacques von Zurlauben tombent sur les troupes britanniques, sabrant le flanc du régiment personnel de Rowe. Toutefois, la brigade de Hessois de Wilkes, déployée à proximité dans les marécages herbeux de la berge, tient bon et repousse les gendarmes par leur feu nourri, permettant ainsi à leurs camarades de se reformer et de repartir à l'assaut.
Bien que les Alliés aient été à nouveau repoussés, ces attaques persistantes sur Blenheim portent finalement leurs fruits, Clérambault paniqué commettant alors la pire erreur française de la journée. Sans consulter Tallard, il ordonne à ses bataillons de réserve de se porter dans le village, rompant l'équilibre du dispositif français et détruisant sa supériorité numérique sur les Alliés. « Les hommes étaient tellement entassés les uns sur les autres qu'ils ne pouvaient pas même tirer — et encore moins recevoir ou exécuter le moindre ordre » écrit Merode-Westerloo. Marlborough, avisant cette erreur, contremande la troisième attaque de Cutts et lui ordonne de contenir l'ennemi à l'intérieur de Blenheim, quelque 5 000 soldats alliés tenant en respect le double de fantassins et de dragons français.

### Lutzingen
« Le Prince Eugène et les troupes impériales avaient été repoussés à trois reprises — ramenés dans les bois — et avaient pris une vraie raclée. »

— Merode-Westerloo.

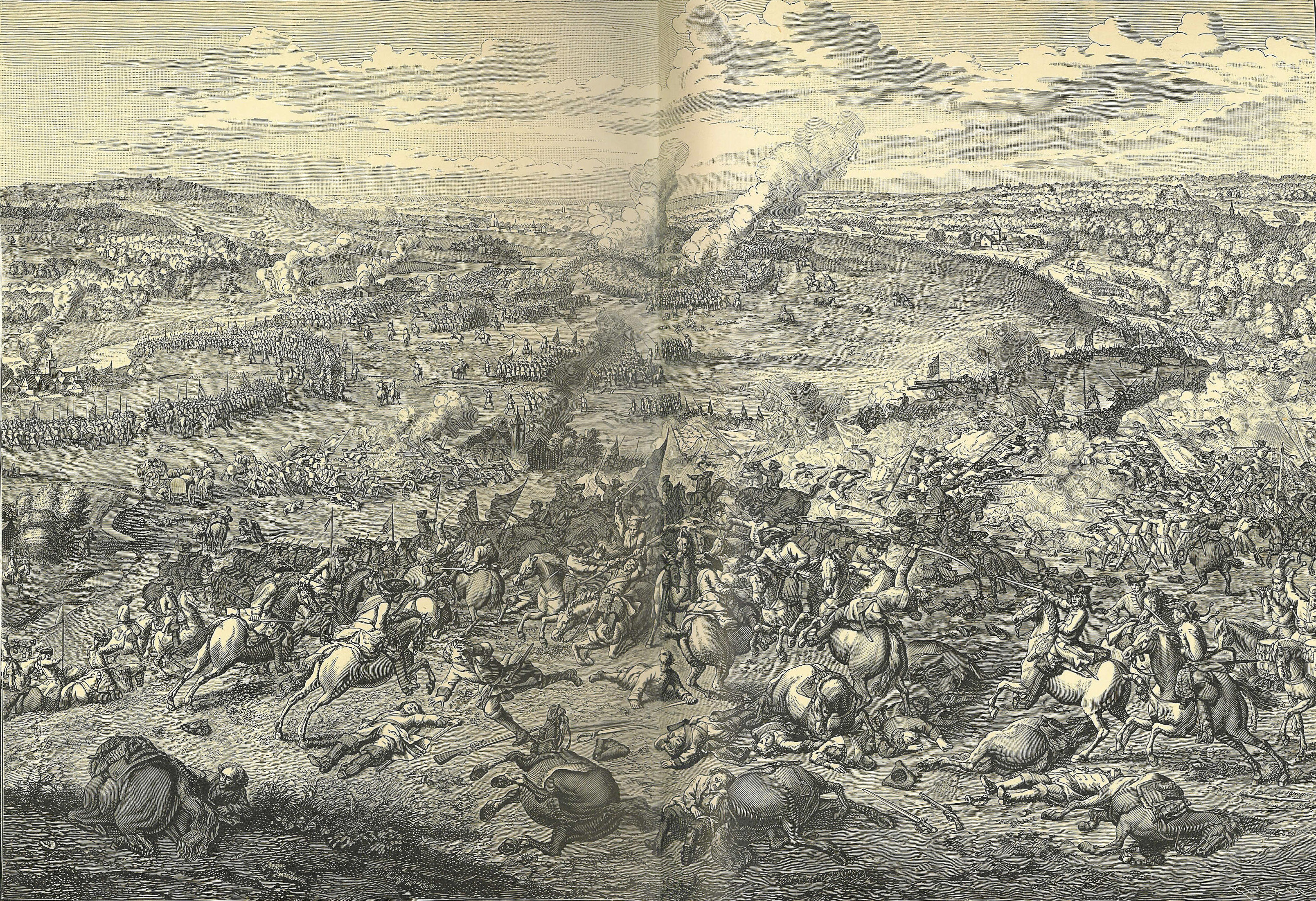
Tirée d'un ancien ouvrage hollandais, une représentation de la bataille de Blenheim, peinte et gravée par Jean Huchtenburg à la Haye en 1729.

Sur la droite des Alliés, les forces prussiennes et danoises d'Eugène affrontent désespérément les forces numériquement supérieures de l'électeur et de Marsin. Le prince d'Anhalt-Dessau fait avancer quatre brigades au-delà du Nebel à l'assaut de la position bien fortifiée de Lutzingen. Ici, le Nebel ne constitue pas un obstacle majeur, mais la grande batterie placée aux lisières du hameau bénéficie d'un bon champ de tir vers la plaine qui s'étend jusqu'au hameau de Schwennenbach. À peine l'infanterie a-t-elle franchi la rivière qu'elle est frappée par celle de Maffei et les salves de l'artillerie bavaroise positionnée à la fois en face du village et en enfilade depuis la ligne des bois sur sa droite. Malgré de lourdes pertes, les Prussiens tentent de prendre d'assaut la grande batterie, tandis que les Danois, sous le comte Scholten, essayent de refouler l'infanterie française hors des taillis au-delà du village.
Tandis que l'infanterie est fortement engagée, la cavalerie d'Eugène franchit à son tour le Nebel. Après un premier succès, sa première ligne de cavaliers, sous les ordres du général impérial de cavalerie, le prince Maximilien-Guillaume de Hanovre, est contrée par la deuxième ligne de cavalerie de Marsin et refoulée au-delà du Nebel dans la confusion. Cependant, les Français épuisés sont incapables d'exploiter leur avantage et les deux forces de cavalerie tentent de se regrouper et de réorganiser leurs rangs. Toutefois, privés du soutien de la cavalerie et menacés d'enveloppement, les fantassins prussiens et danois sont à leur tour contraints de se replier à travers le Nebel. La panique saisit quelques-unes des troupes d'Eugène comme elles traversent le ruisseau : dix drapeaux sont perdus aux mains des Bavarois et des centaines d'hommes faits prisonniers. La fermeté d'Eugène et du prince de Prusse empêche l'infanterie impériale de fuir le champ de bataille.
Après avoir rallié ses troupes près de Schwennenbach — bien au-delà de leur point de départ —, Eugène se prépare à lancer une deuxième attaque, menée par les escadrons de deuxième ligne sous le duc de Wurtemberg-Teck. Encore une fois, ils sont pris sous le feu croisé meurtrier de l'artillerie déployée dans Lutzingen et Oberglauheim, puis refoulés en désordre vers l'arrière. Les Français et les Bavarois, cependant, semblent dans le même désarroi que leurs adversaires et attendent quelque inspiration de leur chef, l'électeur, qui a été vu « […] allant et venant et insufflant à ses hommes un courage nouveau ». L'infanterie prussienne et danoise d'Anhalt-Dessau attaque une deuxième fois mais ne peut soutenir le rythme faute d'un soutien adéquat. Une fois de plus, elle se replie sur le ruisseau.

### Au centre et à Oberglauheim
« Quoi, est-ce possible, les gentilshommes de France fuyant ? »

— Maximilien-Emmanuel de Bavière.
Tandis que se déroulent ces événements autour de Blenheim et Lutzingen, Marlborough se prépare à traverser le Nebel. Le centre, commandé par le frère du duc, le général Charles Churchill, est composé de 18 bataillons d'infanterie rangés en deux lignes : sept bataillons en première ligne pour s'assurer un passage sur le Nebel et onze bataillons à l'arrière assurant la couverture entre l'aile alliée et le cours d'eau. Entre les unités d'infanterie sont disposés 72 escadrons de cavalerie sur deux lignes. La première ligne d'infanterie doit franchir la rivière en tête et avancer aussi loin que faire se pourrait. Cette ligne devrait alors se disposer en bataille pour couvrir le passage de la cavalerie, laissant dans ses rangs des espaces suffisants pour permettre à celle-ci de passer et de se déployer en avant.

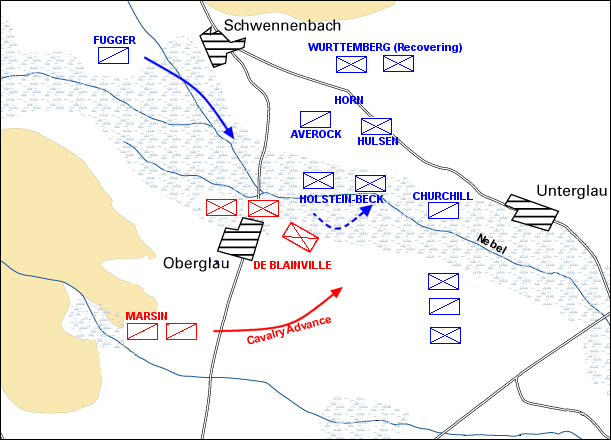
L'attaque alliée sur Oberglauheim.

Marlborough ordonne à la formation d'avancer. Une fois de plus, les gendarmes de Zurlauben chargent et essayent de mettre en déroute la cavalerie anglaise de Henry Lumley occupée à faire sa liaison avec la colonne de Cutts faisant face à Blenheim avec les fantassins de Churchill. Alors que cette unité d'élite de la cavalerie française attaque, elle se heurte à cinq escadrons britanniques commandés par le colonel Francis Palmes. À la consternation des Français, les gendarmes sont repoussés dans la plus terrible confusion, poursuivis bien au-delà de la Maulweyer qui traverse Blenheim. Palmes tente d'exploiter son succès mais est repoussé dans un certain désordre par d'autres unités de cavalerie française et un feu de mousqueterie venant des lisières de Blenheim.
Cependant, Tallard s'alarme de la déconfiture de ses gendarmes d'élite et traverse précipitamment le champ de bataille pour demander des renforts à Marsin mais, sous la pression de la seconde attaque d'Eugène — alors en plein développement —, Marsin refuse. Alors que Tallard consulte Marsin, une partie de son infanterie est engagée à Blenheim par Clérambault. Tallard, averti de la situation, ne fait rien pour corriger cette grave erreur qui ne lui laisse que les neuf bataillons alignés le long de la route d'Höchstädt pour faire face à l'attaque massive alliée contre son centre. Zurlauben tente à plusieurs reprises de rompre le dispositif allié se formant sur la rive « française » du cours d'eau, sa cavalerie de première ligne poussant vers la pente menant au Nebel. Mais ses attaques ne sont pas coordonnées et les salves précises de l'infanterie alliée déconcertent les cavaliers français. Durant cette mêlée, Zurlauben tombe, mortellement blessé — il succombe deux jours plus tard. Il est maintenant un peu plus de 15 h.
La cavalerie danoise, menée par le duc de Württemberg-Öels n'a que très lentement franchi le Nebel près d'Oberglau. Harassés par l'infanterie de Marsin aux abords du village, les Danois sont reconduits au-delà de la rivière. L'infanterie hollandaise du comte de Horn réussit à repousser les Français approchant de la rive mais il est évident qu'avant que Marlborough ne puisse lancer son assaut principal contre Tallard, Oberglauheim doit être prise.
Le comte de Horn commande au prince de Holstein-Beck de prendre le village mais ses deux brigades hollandaises sont taillées en pièces par les troupes françaises et irlandaises qui acculent et blessent mortellement le prince pendant l'action. Le sort de la bataille est maintenant incertain. Si la colonne hollandaise d'Holstein-Beck venait à être détruite, l'armée alliée serait tronçonnée en deux, l'aile d'Eugène se retrouvant isolée de celle de Marlborough, laissant ainsi l'initiative aux forces franco-bavaroises maintenant engagées sur toute la plaine. Réalisant l'opportunité offerte, Marsin ordonne à sa cavalerie une conversion du front d'Eugène vers sa droite et le flanc exposé de l'infanterie de Churchill déployée en avant d'Unterglau. Marlborough, qui a franchi le Nebel sur une passerelle de fortune pour prendre les choses en main, ordonne à l'infanterie hanovrienne d'Hulsen d'appuyer l'infanterie batave. Une brigade de cavalerie hollandaise sous Averock est également appelée vers l'avant mais se retrouve rapidement pressée par les escadrons plus nombreux de Marsin.
Marlborough demande alors à Eugène de mettre à sa disposition la brigade de cuirassiers impériaux du comte Hendrick Fugger pour l'aider à repousser la menace créée par la cavalerie française. Malgré ses difficultés, le prince accepte, témoignant ainsi du haut degré de confiance et de coopération qui règne entre les deux généraux. Bien que le lit du Nebel les sépare des escadrons de Fugger, les cavaliers de Marsin sont contraints de changer de front pour faire face à cette nouvelle menace, donc hypothéquant les chances du maréchal français de frapper l'infanterie de Marlborough. Les cuirassiers de Fugger chargent et, abordant l'ennemi sous un angle favorable, rejettent les escadrons de Marsin en désordre. Avec l'appui des batteries du colonel Blood, Hessois, Hanovriens et Hollandais — maintenant aux ordres du comte Berensdorf — réussissent à repousser l'infanterie française et irlandaise dans Oberglauheim de telle sorte qu'elle ne puisse plus menacer le flanc du général Churchill pendant sa marche contre Tallard. Le commandant français du village, le marquis de Blainville, figure parmi les très nombreuses victimes de l'affaire.

### La percée et la capture de Tallard
« L'infanterie [française] conserva le meilleur ordre que je vis jamais, jusqu'à ce qu'elle fut taillée en pièces par rang et file entiers. »

— Lord Orkney.

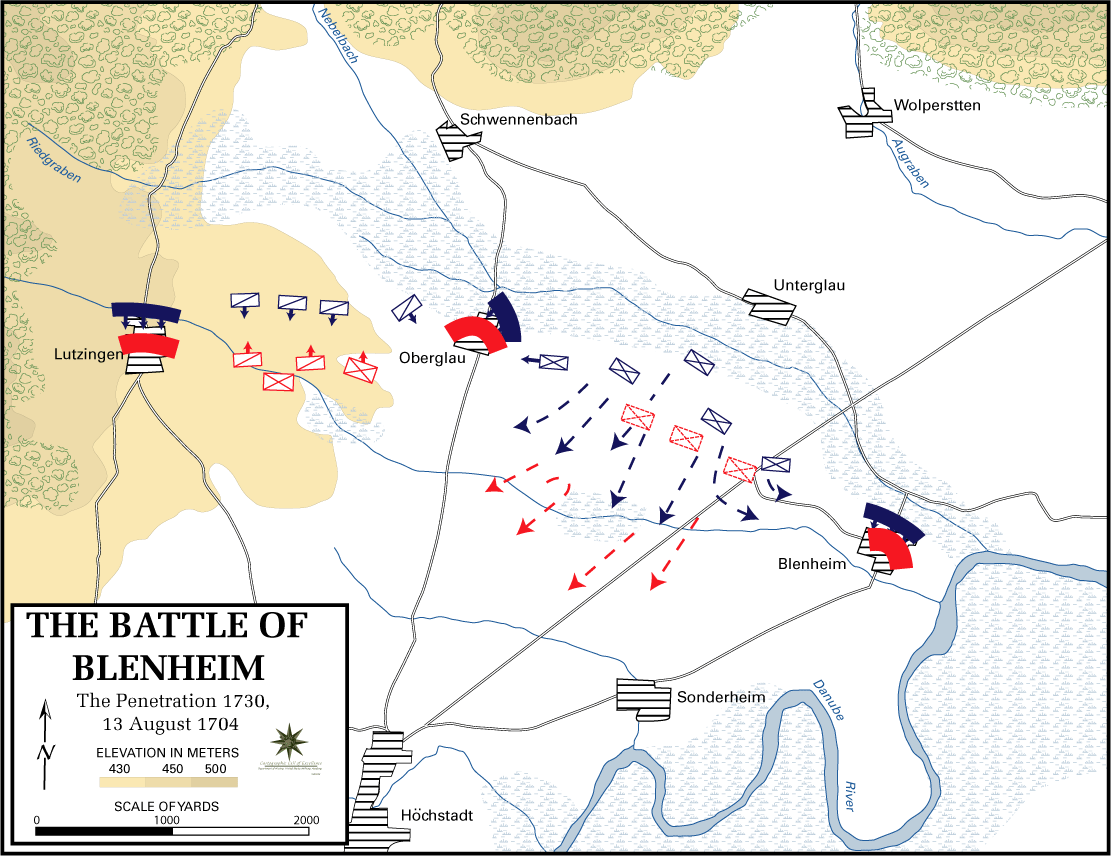
La percée : positions à.

Dès 16 h, avec l'ennemi assiégé dans Blenheim et Oberglau, le centre allié fort de 81 escadrons (neuf ont été transférés depuis la colonne de Cutts) supportés par 18 bataillons est fermement implanté dans la ligne française de 64 escadrons et neuf bataillons de recrues inexpérimentées. Il y a alors comme une pause dans la bataille : Marlborough entend coordonner une attaque sur tout le front tandis qu'Eugène, après avoir été repoussé une seconde fois, a besoin de temps pour se réorganiser.
Peu après 17 h tout est prêt sur le front allié. Les deux lignes de cavalerie de Marlborough se sont maintenant portées à l'avant de sa ligne de bataille avec la double ligne de support d'infanterie derrière elles. Merode-Westerloo tente de dégager l'infanterie française engluée dans Blenheim, mais Clérambault la renvoie dans le village. La cavalerie française se porte une nouvelle fois contre la première ligne adverse — les Anglais et Écossais de Lumley sur la gauche alliée et les escadrons allemands et hollandais d'Hompesch sur la droite. Les escadrons de Tallard, privés de soutien d'infanterie, sont épuisés et mal en point mais parviennent à rejeter la première ligne alliée sur son infanterie. La bataille n'étant pas encore gagnée, Marlborough doit houspiller ses officiers de cavalerie qui tentent de quitter le champ de bataille : « vous êtes dans l'erreur, les lignes ennemies sont de ce côté-là […] ». Sur un ordre du duc, la seconde ligne alliée sous von Bulow et le comte d'Ost-Friese s'avance et, marchant contre le centre, met finalement les cavaliers épuisés de Tallard en déroute. Avec leur cavalerie au large, les neuf bataillons français combattent avec le courage du désespoir, tentant de se former en carrés. En vain : les bataillons français sont balayés par les tirs à courte portée de l'artillerie du colonel Blood et les feux de pelotons. Merode-Westerloo écrit plus tard : « [ils] tombèrent sur place jusqu'au dernier homme, déployés au milieu de la plaine ouverte — personne ne les soutenant. »

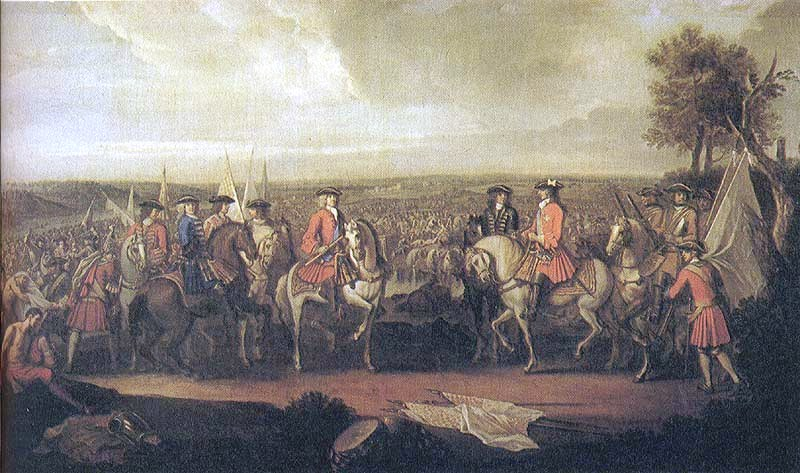
La reddition du maréchal de Tallard.

La plupart des troupes défaites de Tallard retraitent sur Höchstädt mais ne choisissent pas la sécurité de la ville, plongeant au contraire dans le Danube où plus de 3 000 cavaliers français se noient ; d'autres sont taillés en pièces par leurs poursuivants. Le marquis de Gruignan tente une contre-attaque mais est balayé par les Alliés. Après un dernier ralliement derrière les tentes de son campement, exhortant qui voulait l'entendre à tenir et se battre, le maréchal de Tallard est emporté par la déroute et poussé vers Sonderheim. Cerné par un escadron hessois, Tallard se rend au lieutenant-colonel de Boinenburg, l'aide de camp du prince de Hesse-Cassel et envoyé sous escorte vers Marlborough. Le duc accueille le commandant français en ces termes : « Je suis vraiment navré qu'une si cruelle infortune se soit abattue sur un soldat pour lequel j'ai la plus haute estime. » Le maréchal est conduit avec respect et déférence au carrosse de Marlborough.

### La prise de Blenheim
« […] nos hommes se battirent dans et autour de l'incendie […] jusqu'à ce que bon nombre des deux côtés furent brûlés à mort »

— Private Deane, 1st Regiment Foot Guards.

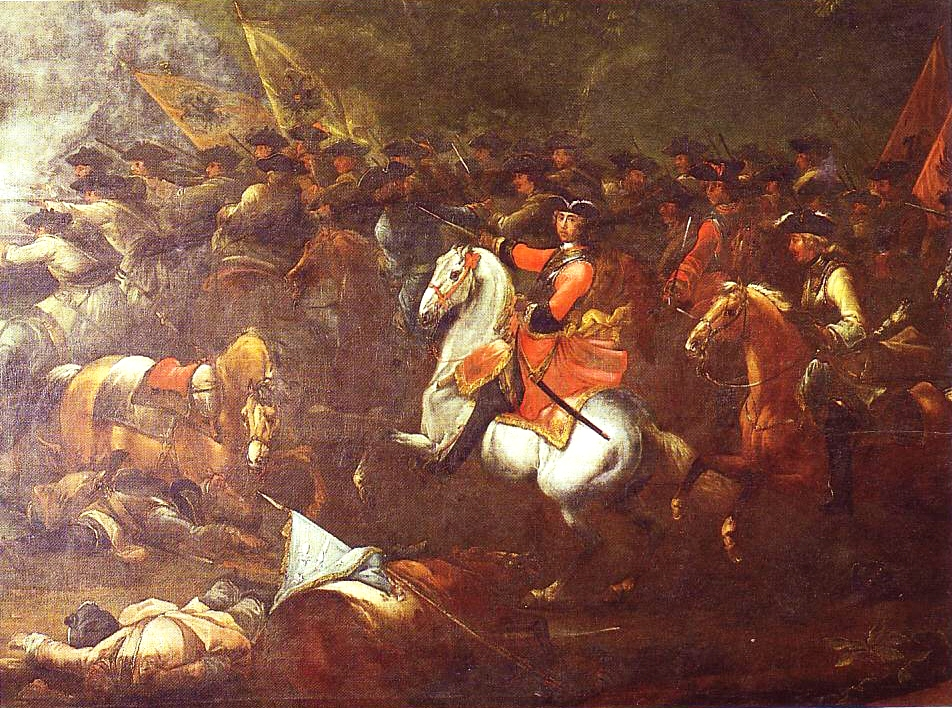
Eugène de Savoie menant la charge de la cavalerie alliée.

Entretemps, les Alliés ont encore attaqué la position bavaroise de Lutzingen.
Cependant Eugène, exaspéré par les piètres performances de sa cavalerie impériale dont la troisième attaque a fait long feu, a déjà froidement abattu deux de ses hommes pour empêcher la débandade générale. Déclarant d'un air dégoûté qu'il souhaite « se battre parmi des hommes braves et non des couards », Eugène repart à l'assaut avec l'infanterie prussienne et danoise, comme le fait Dessauer, agitant un drapeau régimentaire pour inspirer ses troupes. Cette fois, les Prussiens submergent la grande batterie bavaroise et balaient ses servants. Au-delà du village, les Danois de Scholten défont l'infanterie française dans un corps à corps désespéré à la baïonnette. Voyant leur centre rompu, l'électeur et Marsin jugent la bataille perdue et, comme les débris de l'armée de Tallard, quittent le champ de bataille — quoique dans un meilleur ordre que ce dernier. Des tentatives pour constituer une force alliée pour empêcher la retraite de Tallard échouent en raison de la fatigue de la cavalerie et de la confusion grandissante du champ de bataille.
Marlborough doit alors détourner son attention de l'ennemi en fuite pour ordonner à son frère et général Charles Churchill de détacher plus d'infanterie pour prendre Blenheim. L'infanterie d'Orkney, la brigade britannique d'Hamilton et les Hanovriens de Saint Paul traversent les blés piétinés pour se porter contre le village. Un féroce mano a mano contraint les Français à se replier au centre du hameau, dans et autour du cimetière ceint de murs qui a été préparé pour la défense. Les dragons démontés de Hay et Ross sont également expédiés mais subissent une contre-attaque des régiments d'Artois et de Provence aux ordres du colonel de la Silvière. Les Hanovriens du colonel Belville sont engagés dans la bataille en soutien des dragons et montent une fois de plus à l'assaut. Les progrès des Alliés sont lents et coûteux, subissant autant de pertes que les défenseurs.

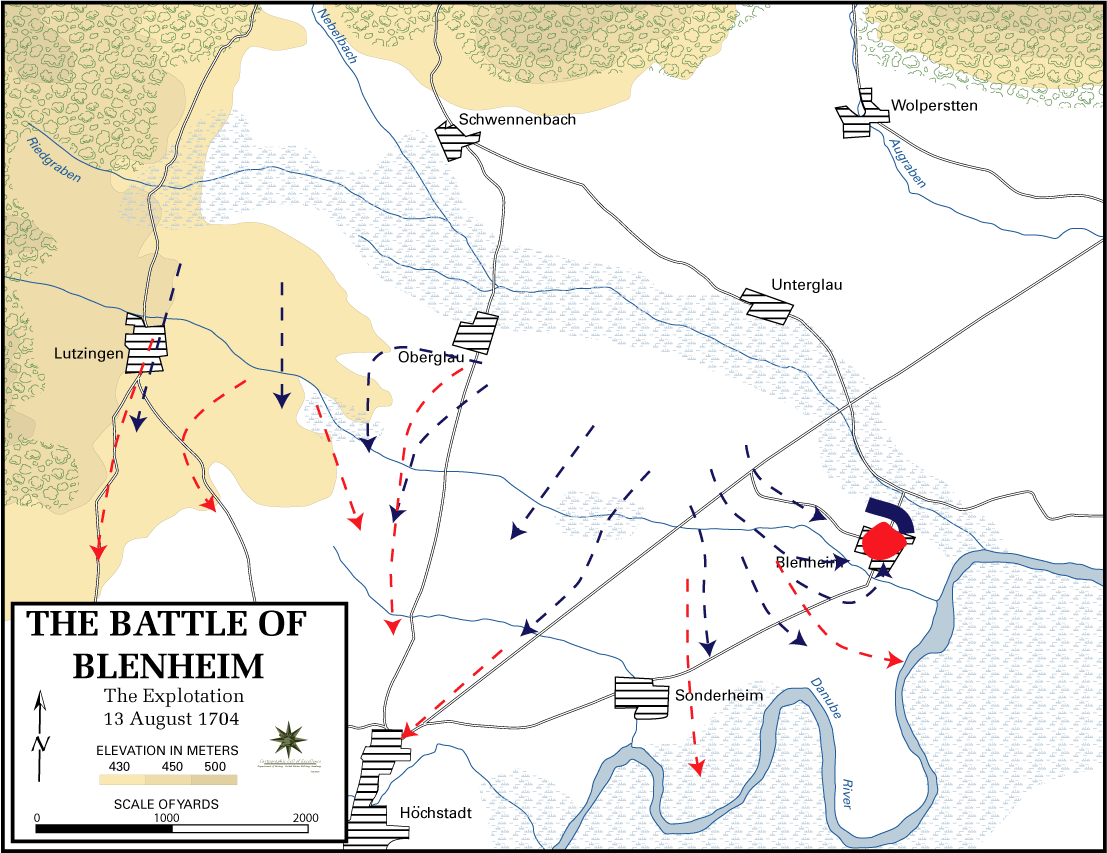
La poursuite alliée.

De nombreuses habitations sont en feu, obscurcissant le champ de bataille et contraignant les défenseurs à abandonner leurs positions. Percevant les échos de la bataille dans Blenheim, Tallard envoie un message à Marlborough proposant d'ordonner à la garnison de se retirer du champ de bataille. « Veuillez informer Tallard que dans sa position actuelle, il n'a plus d'autorité » répond le duc. Cependant, le crépuscule approchant, le commandant allié s'inquiète d'une conclusion rapide. L'infanterie française défend ses positions avec ténacité mais son chef demeure introuvable : l'insistance du marquis de Clérambault (fils du maréchal de Clérambault) à vouloir maintenir ses forces dans le village scelle son destin ce jour. Réalisant que sa faute tactique a causé la perte de Tallard au centre, Clérambault a abandonné les 27 bataillons défendant Blenheim et se noie dans le Danube en tentant de fuir.
Blenheim est maintenant attaquée de tous côtés par trois généraux alliés : Cutts, Churchill et Orkney. Les Français ont repoussé chaque assaut avec de lourdes pertes mais se sont aperçus de ce qui s'était passé dans la plaine et ont pris la mesure des conséquences pour eux-mêmes, leur armée ayant été défaite et mise en déroute. Orkney, attaquant à revers, tente une nouvelle tactique : « Il me vint à l'esprit de parler franc, ce qu'ils acceptèrent, leur Brigadier de Nouville se rendit immédiatement à moi à discrétion et ils déposèrent les armes », écrit-il plus tard. Menacées par l'artillerie alliée, d'autres unités suivent leur exemple. Cependant, ce ne sera pas avant 21 h que le marquis de Blanzac, qui a pris le commandement en l'absence de Clérambault, accepte à contre-cœur l'inévitable défaite, quelque 10 000 hommes de la meilleure infanterie de France déposant alors les armes.
Pendant tout ce temps, Marlborough est resté en selle, dirigeant la poursuite de l'ennemi rompu. Pendant une brève pause, il rédige une courte note, adressée à son épouse Sarah, au dos d'une vieille facture de taverne : « Je n'ai que le temps de vous prier d'offrir mes hommages à la reine, et d'informer sa Majesté que son armée a remporté une victoire éclatante. M. de Tallard et deux autres généraux sont dans ma voiture, et je suis à la poursuite des vaincus. Le porteur, mon aide-de-camp, le colonel Parke, donnera à sa Majesté plus de détails; et je les donnerai moi-même plus au long dans un jour ou deux,,. »

## Conséquences politiques et militaires

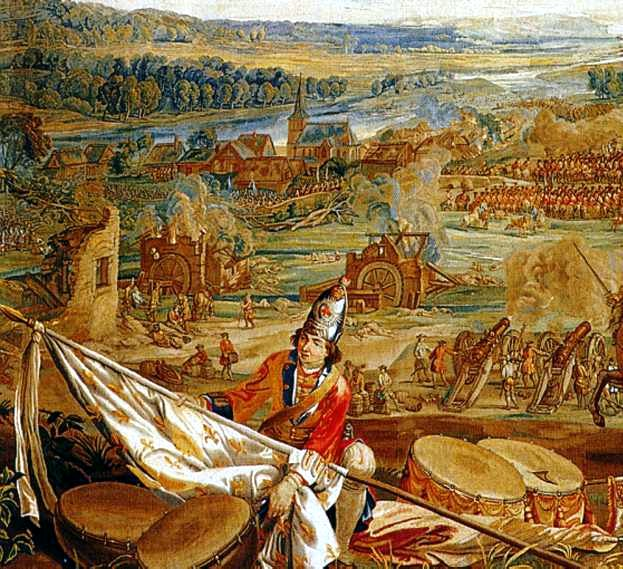
Fragment de la tapisserie de la bataille de Blenheim conservée au palais de Blenheim, œuvre du tisserand flamand Judocus de Vos. À l'arrière-plan le village de Blenheim ; au centre les ruines de deux moulins à aubes que Rowe a saisi pour établir une tête de pont sur la rive française du Nebel. L'avant-plan présente un grenadier anglais tenant un drapeau français capturé.

Drapeau du roi de France.

Les pertes françaises sont sévères : plus de 30 000 tués, blessés, disparus et prisonniers. En outre, le mythe de l'invincibilité française a été brisé et les espoirs de paix rapide de Louis XIV sont réduits à néant. Merode-Westerloo résume ainsi les causes de la défaite de Tallard : « Les Français ont perdu cette bataille pour une grande variété de raisons. D'une part, ils avaient trop bonne opinion de leur propre capacité […] Un autre point a été leur déploiement inapproprié sur le terrain, et en plus il y eut de nombreuses évidences d'indiscipline généralisée et d'inexpérience […] Il faut imputer à toutes ces fautes la perte d'une bataille aussi fameuse ».
Cette bataille âprement disputée amène le prince Eugène à observer : « Je n'ai pas un escadron ou un bataillon qui n'ait chargé quatre fois au moins ». La bataille de Blenheim a probablement été la victoire la plus décisive de la guerre : Marlborough et Eugène de Savoie, collaborant très étroitement, sauvent grâce à elle l'Empire des Habsbourg et ainsi préservent de l'effondrement la Grande Alliance. Munich, Augsbourg, Ingolstadt, Ulm et le reste du territoire de la Bavière tombent bientôt aux mains des Alliés. Par le traité d'Ilbersheim, signé le 7 novembre 1704, la Bavière est placée sous administration militaire autrichienne, permettant aux Habsbourg d'utiliser ses ressources pour le reste du conflit,.
Les débris de l'armée de l'électeur de Bavière et l'aile du maréchal de Marsin se trainent jusque Strasbourg, enregistrant la perte de 7 000 hommes supplémentaires par désertions. S'étant vu offrir la possibilité de rester à la tête de la Bavière sous les conditions strictes d'une alliance avec l'Autriche, l'électeur choisit de quitter son pays et sa famille afin de poursuivre la guerre contre les Alliés depuis les Pays-Bas espagnols où il exerce encore la charge de gouverneur général. Leur commandant en chef ce jour-là, le maréchal de Tallard — qui, contrairement à ses subordonnés, n'a été ni libéré contre rançon ni échangé — est emmené en Angleterre et retenu à Nottingham jusqu'à sa libération en 1711.
La campagne de 1704 a duré beaucoup plus longtemps que d'habitude, les Alliés ayant cherché à en tirer le meilleur parti. Conscients que la France est toutefois trop puissante pour qu'une seule victoire suffise à la contraindre à faire la paix, le Prince Eugène, Marlborough et le margrave de Bade se réunissent pour planifier leur prochaine campagne. Pour l'année suivante, le duc propose une action le long de la vallée de la Moselle, ce qui aurait porté la guerre en territoire de France. Ce plan nécessite la prise de la forteresse importante de Landau, qui garde le Rhin, et des villes de Trèves et Trarbach sur la Moselle même. Trèves est prise le 26 octobre et Landau tombe le 23 novembre aux mains du margrave de Bade et du prince Eugène. Après la chute de Trarbach le 20 décembre, la campagne de 1704 arrive à son terme.

« Voici les noms des corps qui se rendirent : quatre régiments de dragons ; savoir, le Mestre-de-camp général, le La Reine, le Rohan et le Vassé, sous les ordres du comte de Hautefeuille, placés entre le Danube et le village ; dix-sept régiments d'infanterie ; savoir, trois bataillons de Navarre, postés après les dragons ; deux de Senecterre, deux de Creder (Allemands), deux d'Aunis, deux d'Artois, un de Provence, deux de Languedoc, au centre ; un du Blaisois, un de Saint-Secondi, un de Lassy, un de Boulonnois, un de Monroux, postés derrière le village ; deux de Montfort, trois de Royal, tout à fait à la gauche ; deux de Surlauben, qui gardoient le flanc de l'autre côté du petit ruisseau ; un d'artillerie : en tout, vingt-sept bataillons. »

— Duc de Marlborough, Histoire de Jean Churchill, duc de Marlborough.

## Memorabilia

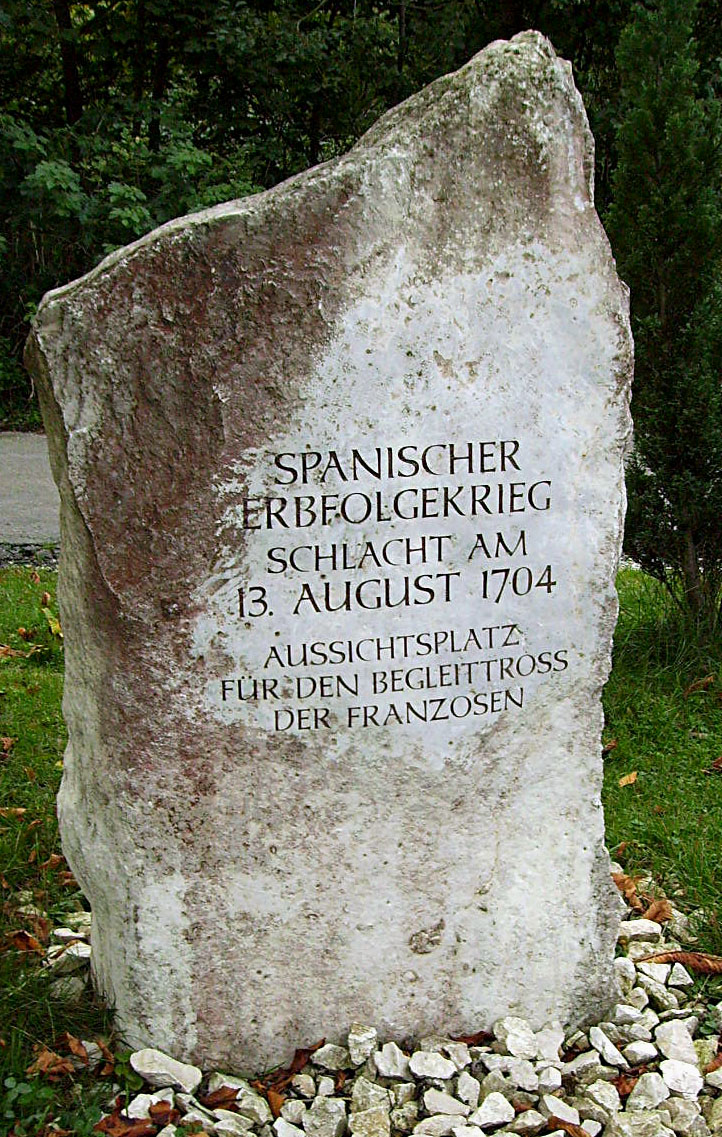
Mémorial de la bataille de Blenheim à Lutzingen, en Allemagne.

Marlborough rentre en Angleterre le 14 décembre, salué par la reine Anne et le pays. Dans les premiers jours de janvier, les 110 étendards de cavalerie et 128 drapeaux d'infanterie pris pendant la bataille sont portés en procession au palais de Westminster. Mais il y a encore plus à venir : en février 1705, la reine Anne, qui a fait de Marlborough un duc en 1702, lui octroie le parc domanial de Woodstock et promet une somme de 240 000 livres sterling pour lui construire une demeure princière (le palais de Blenheim) comme présent de la Couronne reconnaissante en hommage à sa victoire — une victoire que l'historien britannique Edward Creasy (1812 – 1878) considère comme l'une des batailles charnières dans l'histoire, écrivant : « N'eût été de Blenheim, toute l'Europe aurait eu à souffrir des effets de la conquête française ressemblant à celles d'Alexandre le Grand dans sa mesure et des Romains dans la durée, ».
Le duc de Marlborough décide de désigner sous le nom de « Blenheim » les chiens Cavalier King Charles dont la robe comporte des marques rousses bien réparties sur un fond blanc perle. Le palais de Blenheim est la seule résidence britannique appelée « palais » qui n'appartienne pas à la Couronne,. Il est encore la résidence du duc de Marlborough où est né, en 1874, le célèbre Premier ministre Winston Churchill.

## Dans la culture
Joseph Addison a rédigé un poème sur la bataille, The Campaign. Robert Southey a rédigé un poème à la suite de la bataille, mais pour exprimer son opposition à la guerre.
Un bimoteur léger polyvalent britannique de la Seconde Guerre mondiale, engagé notamment par la Royal Air Force pendant la bataille d'Angleterre, porte le nom de « Bristol Blenheim » en mémoire de cette bataille.

### Citations étrangères
1. ↑  I have not time to say more, but to beg you will give my duty to the Queen and let her know her Army has had a glorious victory. Monsieur Talland and two other Generals are in my coach and I am following the rest: the bearer, my aide-de-camp, Colonel Parke, will give her an account of what has passed. I shall do it in a day or two, by another more at large.
2. ↑  Had it not been for Blenheim, all Europe might at this day suffer under the effect of French conquests resembling those of Alexander in extent and those of the Romans in durability.